# Netersel
Netersel est un village d'environ 800 habitants dans la commune de Bladel, dans la province du Brabant-Septentrional aux Pays-Bas.

## Histoire
C'est probablement à Netersel qu'était situé Pladella Villa, domaine où Charles le Simple donnait le Comté de Hollande en apanage à Thierry Ier de Hollande.
Depuis le 1er janvier 1997, Netersel appartient à la commune de Bladel. Jusqu'à cette date, Netersel fut un des deux villages de l'ancienne commune de Bladel en Netersel.

## Géographie
Le village de Netersel forme la partie nord-ouest de l'actuelle commune. Les villages limitrophes sont Hulsel, Bladel et Casteren. Au nord, le village est bordé de forêts, de landes et de lacs.